# 古希腊军事

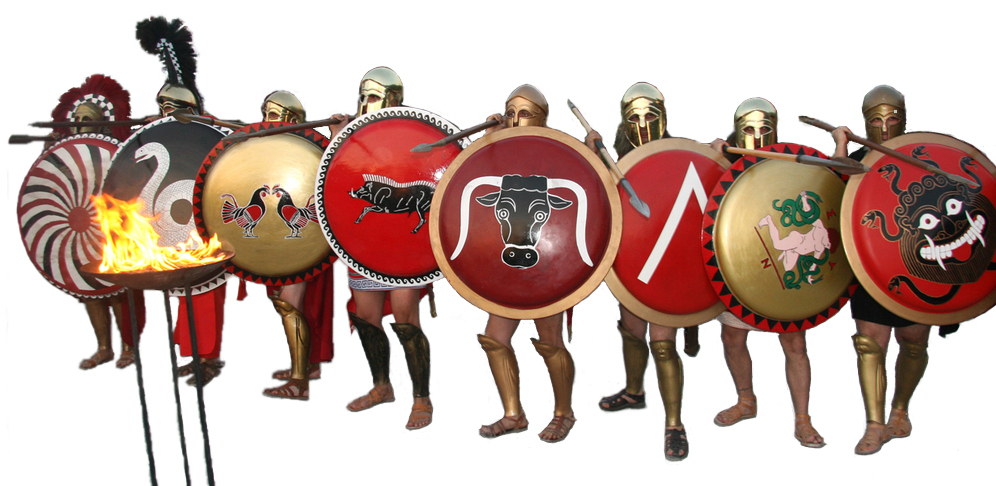
重現前五世紀希臘重裝步兵

传统古希腊军事包扩了大量使用步兵做战。希腊最典形的步兵为希臘重裝步兵(Hoplite)组成的民兵，以輕盾兵(Peltast)、弓箭手和骑兵为輔助。方阵步兵通常会以锥形或长方形的方阵(phalanx)前进，而抛矛兵会在两侧搔扰敌人。
一般的方阵是由方阵步兵紧靠着，盾牌放在前方而组成的人墙，在于防卫可以拥有很大的优势，不过缺乏机动性。希臘重裝步兵的名字来自于他们使用的圆盾(Hopllon)。由于所有士兵的装备全部都由自己购买，所以士兵缺乏制服，战场误伤的可能性也比較大。